# 亞伊奈·迪亞茲
亞伊奈·迪亞茲（英語：Yainer Radhames Díaz，1998年9月21日—），為多明尼加籍的美國職棒大聯盟捕手，目前效力於休士頓太空人。
迪亞茲於2016年作為國際自由球員與克里夫蘭印地安人隊（現克里夫蘭守護者隊）簽約。2021年，他被交易至休士頓太空人隊，並於2022年在該隊首度登上大聯盟。

## 生涯經歷

### 克里夫蘭印地安人

#### 小聯盟(新人聯盟-1A)
迪亞茲於2016年12月7日以國際自由球員身份與克里夫蘭印地安人隊簽約。他於2017年進行職業生涯首秀，在多明尼加夏季聯盟的印地安人隊出賽42場，打擊成績為.294/.321/.379，並敲出1支全壘打，21分打點。迪亞茲在2018賽季效力於新人聯盟的亞利桑那聯盟印地安人隊，出賽41場，打擊成績為.355/.387/.503，並敲出2支全壘打，28分打點。
在2019年，迪亞茲開始於AZL Indians效力，並打出了驚人的成績，打擊三圍為.451/.477/.707，敲出5支全壘打和22分打點。這樣的表現讓他獲得了升級，前往低階1A聯盟的馬霍寧谷刮鬍刀隊（Mahoning Valley Scrappers），在那裡他出賽34場，打擊成績為.274。不過由於COVID-19大流行導致小聯盟賽季取消，迪亞茲在2020年並未參與任何比賽。
他於2021年重返賽場，效力於1A層級的林奇堡山貓隊（Lynchburg Hillcats），在61場比賽中打出.314/.357/.464的成績，並敲出5支全壘打和50分打點。

### 休士頓太空人

#### 小聯盟(1A-3A)
2021年7月30日，印地安人隊將迪亞茲與救援投手菲爾·馬頓（Phil Maton）一起交易至休士頓太空人隊，換來外野手邁爾斯·史卓。迪亞茲被指派至1A層級的費耶特維爾啄木鳥隊（Fayetteville Woodpeckers），並在25場比賽中表現出色，以.396的打擊率結束了該賽季。
2022年的賽季，迪亞茲被升上3A層級的糖城太空牛仔隊（Sugar Land Space Cowboys），在486個打席中打出.306的打擊率，以及.898的長打率。他還入選了2022年全明星未來之星賽（All-Star Futures Game）。2022年8月19日，在雙重賽第二場對奧克拉荷馬市道奇隊的比賽中，迪亞茲在第六局擊出了一支三分全壘打，幫助太空牛仔隊創下了單場得分17分的隊史紀錄。

#### 大聯盟初登場(2022)
太空人隊於2022年9月1日將迪亞茲叫上大聯盟。他在2022年9月2日迎來大聯盟首秀，客場擔任指定打擊對洛杉磯天使隊首度亮相，在比賽中三次打擊並無安打，但獲得一次滿壘保送，拿到大聯盟生涯首分打點。9月20日，迪亞茲在對上坦帕灣光芒隊的比賽中，在第八局面對哈維·格雷拉（Javy Guerra）擊出了職業生涯的首安，一支二壘安打。
在常規賽結束後，迪亞茲被評為休士頓太空人隊的2022年小聯盟年度最佳球員。

#### 大聯盟新人賽季(2023)
2023年3月28日，休士頓太空人隊宣布迪亞茲進入開幕戰的名單，這是他首次入選大聯盟開幕戰名單。2023年5月14日，他在對芝加哥白襪隊的比賽中，對上盧卡斯·吉奧利托擊出大聯盟生涯的首支全壘打，並幫助太空人隊以4-3獲勝。6月5日，迪亞茲在多倫多藍鳥隊的羅傑斯中心球場擊出大聯盟生涯的首場四安比賽。7月5日，他在主場對科羅拉多洛磯隊的比賽中擊出兩支全壘打，成為生涯首場多支全壘打比賽，幫助太空人隊以6-4獲勝。7月24日，迪亞茲在對德州遊騎兵隊的比賽中敲出職業生涯的首支再見安打，送回凱爾·塔克並締造10-9的勝利。
9月2日，迪亞茲在對上紐約洋基隊的比賽中擊出了他的第20支全壘打，對手投手為路易斯·賽維里諾，這也是他成為第七位達成20支全壘打的太空人新秀。
在2023賽季，迪亞茲出賽104場，打擊成績為.282，收穫100支安打、23支全壘打、60分打點，並有.846的長打率。他在捕手位置上出賽60場，指定打擊38場，並在一壘出賽8場。他成功阻殺了30%的盜壘者（50次盜壘中成功阻殺15次），在美國聯盟排名第四。對於至少有350次打席的美國聯盟新秀來說，迪亞茲在純長打率上排名第一，在打擊率和OPS上分別排名第二，並且在全壘打數上與隊友約爾丹·艾爾法瑞茲並列第三。他的23支全壘打在新秀史上排名太空人隊第二，僅次於艾爾法瑞茲2019年創下的27支，而他作為捕手的14支全壘打則與米奇·梅拉斯基在2000年創下的隊史新秀捕手紀錄持平。休士頓記者協會（BBWAA）將他評選為2023年休士頓太空人隊的最佳新秀球員。

#### 成為主戰捕手(2024)
2024年4月1日，迪亞茲接捕了羅內爾·布蘭科（Ronel Blanco）的大聯盟首場無安打比賽，這場比賽太空人隊在主場以10-0戰勝多倫多藍鳥隊，這是隊史上的第17場無安打比賽。迪亞茲還接捕了另外三場7局以上的無安打紀錄：6月16日，布蘭科對底特律老虎隊投了7又2/3局，隨後由萊恩·普萊斯利接手；8月6日，弗蘭伯·瓦德茲對德州遊騎兵隊投了8又2/3局；以及8月30日，瓦德茲對堪薩斯城皇家隊投了7又2/3局，隨後由布萊恩·阿布瑞魯（Bryan Abreu）接手。
2024年7月30日，在對匹茲堡海盜隊的比賽中，儘管太空人隊以2-6落敗，迪亞茲卻以4支安打表現突出，其中包括一支全壘打，這是他生涯第二場四安比賽。此前30場比賽中，迪亞茲打擊率為.374，敲出46支安打並打回24分打點。
2024年8月19日，迪亞茲在主場對上波士頓紅襪隊的比賽中擊出了他的首支再見全壘打，幫助太空人隊以5-4獲勝。
在2024賽季的季賽中，迪亞茲打擊成績為.299/.325/.441/.766，出賽148場，敲出29支二壘安打、16支全壘打，並打回84分打點，這是他的首個大聯盟完整賽季。他在捕手位置上出賽102場，指定打擊37場，一壘出賽11場。迪亞茲在美國聯盟的打擊率排名第五，安打數175支排名第七，犧牲飛球數8個排名第四。此外，他在全隊的安打數和打點數排名第二。